# Selly Askanazy
Selly Askanazy (* 8. September 1866 in Stallupönen; † 1940 in Spanien) war ein deutscher Arzt.

## Leben
Selly Askanazy besuchte das Kneiphöfische Gymnasium in Königsberg. Anschließend studierte er Medizin an der Albertus-Universität Königsberg. 1886 wurde er Mitglied des Corps Vandalia Königsberg und später des Corps Palaio-Borussia Königsberg. Nach der Promotion zum Dr. med. 1891 legte er zu Beginn des Jahres 1892 das Staatsexamen ab und wurde Assistenzarzt in der Universitätsklinik. 1897 habilitierte er sich in innerer Medizin. 1907 wurde er zum Professor ernannt und betrieb in der Folge eine Privatklinik in Königsberg. Im Ersten Weltkrieg leitete er als Kriegsfreiwilliger das Festungs-Hilfslazarett II/Abteilung Börsengarten mit Seuchenlazarett. Im Juli 1933 kam er der Entziehung der Venia Legendi durch die Nationalsozialisten durch Verzichtserklärung zuvor. Mittlerweile schwer erkrankt musste er 1938 wegen des verhängten Berufsverbots für „nichtarische“ Ärzte seine Privatklinik aufgeben. Er soll 1940 wohl in Spanien gestorben sein.
Als international bekannter Internist arbeitete und publizierte Askanazy insbesondere auf den Gebieten der Unfallheilkunde und Blutpathologie.

## Schriften
- Über die Regeneration glatter Muskelfasern, 1891
- Über tumorartiges Auftreten der Tuberculose, 1897
- Über den Wassergehalt des Blutes und Blutserums bei Kreislaufstörungen, Nephritiden, Anämien und Fieber, 1897
- Über die Differentialdiagnose bei Anämien